# The Purple Gang (Rockband)
The Purple Gang war eine englische Rockband, die in der psychedelischen Underground-Szene der 1960er Jahre  bekannt wurde, jedoch kommerziell ohne Erfolg blieb.

## Geschichte
„The Young Contemporaries Jugband“, bestehend aus Joe Beard (Gitarre), Peter  Walker (Gesang), Geoff Bowyer (Keyboard), Gerry Robinson (Mundharmonika, Mandoline) und Ank Langley (Jug, Banjo), kamen aus Cheshire (ursprünglich waren sie aus Stockport) nach London, wo Joe Boyd sie 1967 als Manager unter Vertrag nahm. Er änderte das Erscheinungsbild der Band – Anzüge, kurze Haare – und gab ihnen den Namen „The Purple Gang“ aus Elvis Presleys Jailhouse Rock.
Ihre Debütsingle Granny Takes a Trip – benannt nach der gleichnamigen Boutique – machte sie im psychedelischen Underground bekannt, und sie traten in den angesagten Clubs wie dem UFO Club und dem Marquee mit den Stars der Szene auf – darunter die Rolling Stones, die Yardbirds, Jimi Hendrix und Pink Floyd. Ein Glanzpunkt dieser Periode war ihr Auftritt beim Festival „14 Hour Technicolor Dream“ im April 1967.
Trotz positiver Beurteilung durch John Peel blieb der kommerzielle Erfolg aus. Die Single wurde von der BBC auf die schwarze Liste gesetzt, wahrscheinlich wegen des Wortes „Trip“ und dessen Bezug zum Drogenkonsum. Auch das Album The Purple Gang Strikes! (1968) und die nachfolgende Single Kiss Me Goodnight Sally Green blieben erfolglos.
Mit Unterbrechungen und wechselnden Besetzungen blieb die Purple Gang weiterhin aktiv. Populär waren sie vor allem im Osten Europas und in den Niederlanden. 1998 brachten sie ein neues Album heraus, Night of the Uncool. 2003 erschien ihr erstes Album von 1968 auf CD, mit neu gemischtem Material und dem neuen Song Madam Judge, einer Antwort auf den früheren Bann der BBC.

## Diskografie
- 1967: Granny Takes a Trip (Single, Transatlantic Records)
- 1968: The Purple Gang Strikes! (Album, Sire Records)